# 메탈 기어 애시드
메탈 기어 애시드(Metal Gear Acid)는 코나미가 플레이스테이션 포터블용으로 개발한 턴 기반 트레이딩 카드 전략 RPG 비디오 게임이다. 이 게임은 2004년 5월 E3에서 처음 공개되었으며 2004년 12월 16일 일본에서, 2005년 3월 24일 북아메리카에서, 2005년 9월 1일 유럽에서 출시되었다. 휴대 전화용 자바 ME 버전을 통한 PSP용 런칭 타이틀은 2008년 Glu 모바일에 의해 출시되었으며 이때 제목은 메탈 기어 애시드 모바일(Metal Gear Acid Mobile)이었다.